# Cisternerne

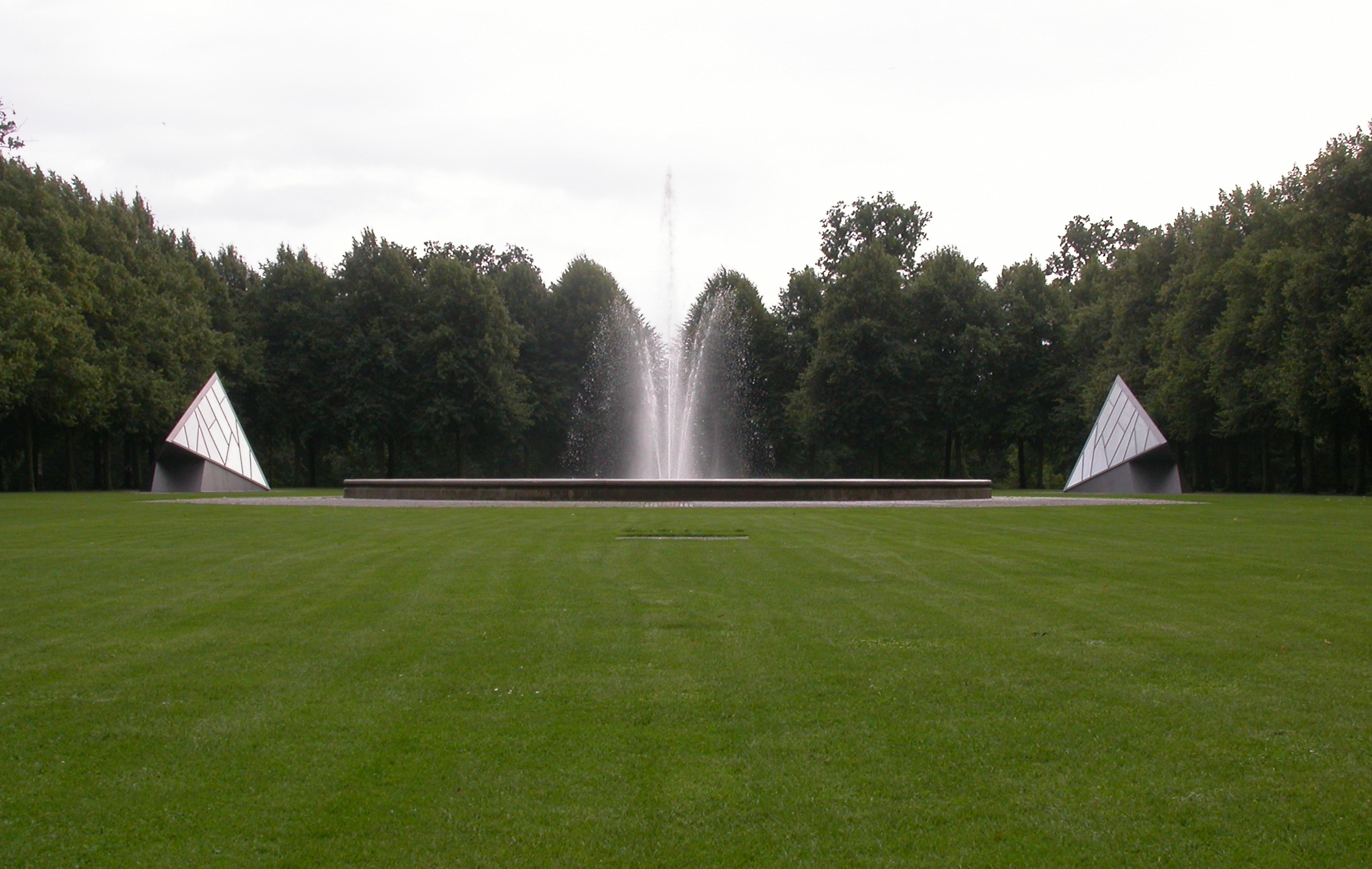
Cisternerne w 2004 roku

Cisternerne – przestrzeń wystawiennicza w Kopenhadze.
Obiekt był dawniej podziemnym zbiornikiem wodnym, który w latach 1856–1933 był źródłem wody pitnej dla Kopenhagi, a także pełnił funkcję sadzawki lustrzanej dla pobliskiego pałacu Frederiksberg. W 1981 roku zbiornik został opróżniony i zakryty. W 1996 roku, w związku z pełnieniem przez Kopenhagę funkcji Europejskiej Stolicy Kultury, obiekt został zaaranżowany jako przestrzeń wystawiennicza dla współczesnej sztuki ze szkła artystycznego. Na powierzchni ziemi znajdują się jedynie dwie szklane piramidy, które służą jako wejście i wyjście z obiektu.

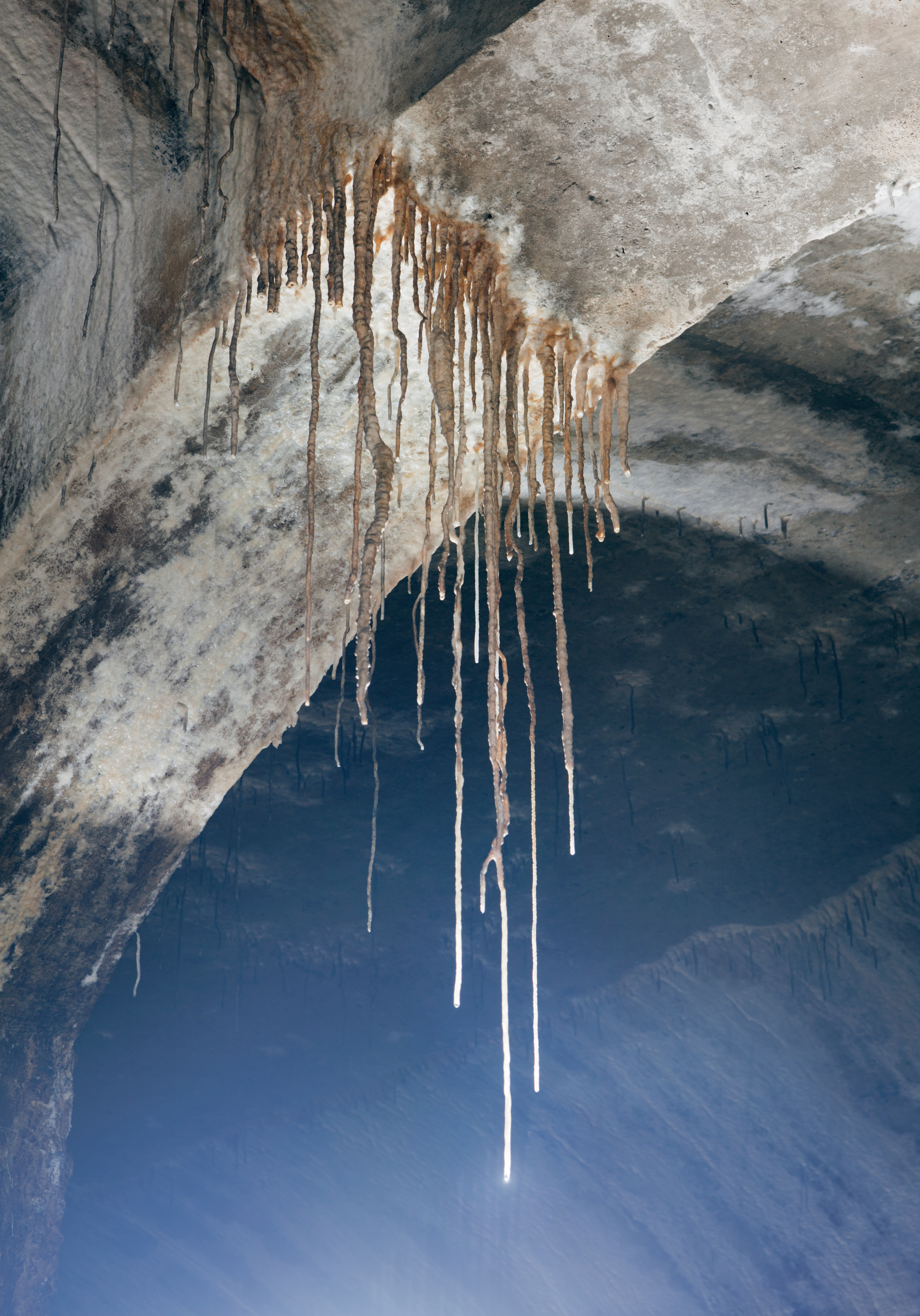
Nacieki we wnętrzu jaskini

Cisternerne są położone w parku Søndermarken, u podnóża góry Frederiksberg. Jest to jedyna jaskinia naciekowa w Danii. Wilgotność powietrza jest bliska 100%, a temperatura wynosi średnio około 8°C (od 4°C w lutym do 16°C w sierpniu, jednakże latem 2018 roku zanotowano rekordową temperaturę 19°C). Obiekt zajmuje powierzchnię 4 320 m². W 2017 roku Cisternerne odwiedziło ponad 100 tys. turystów.

## Galeria

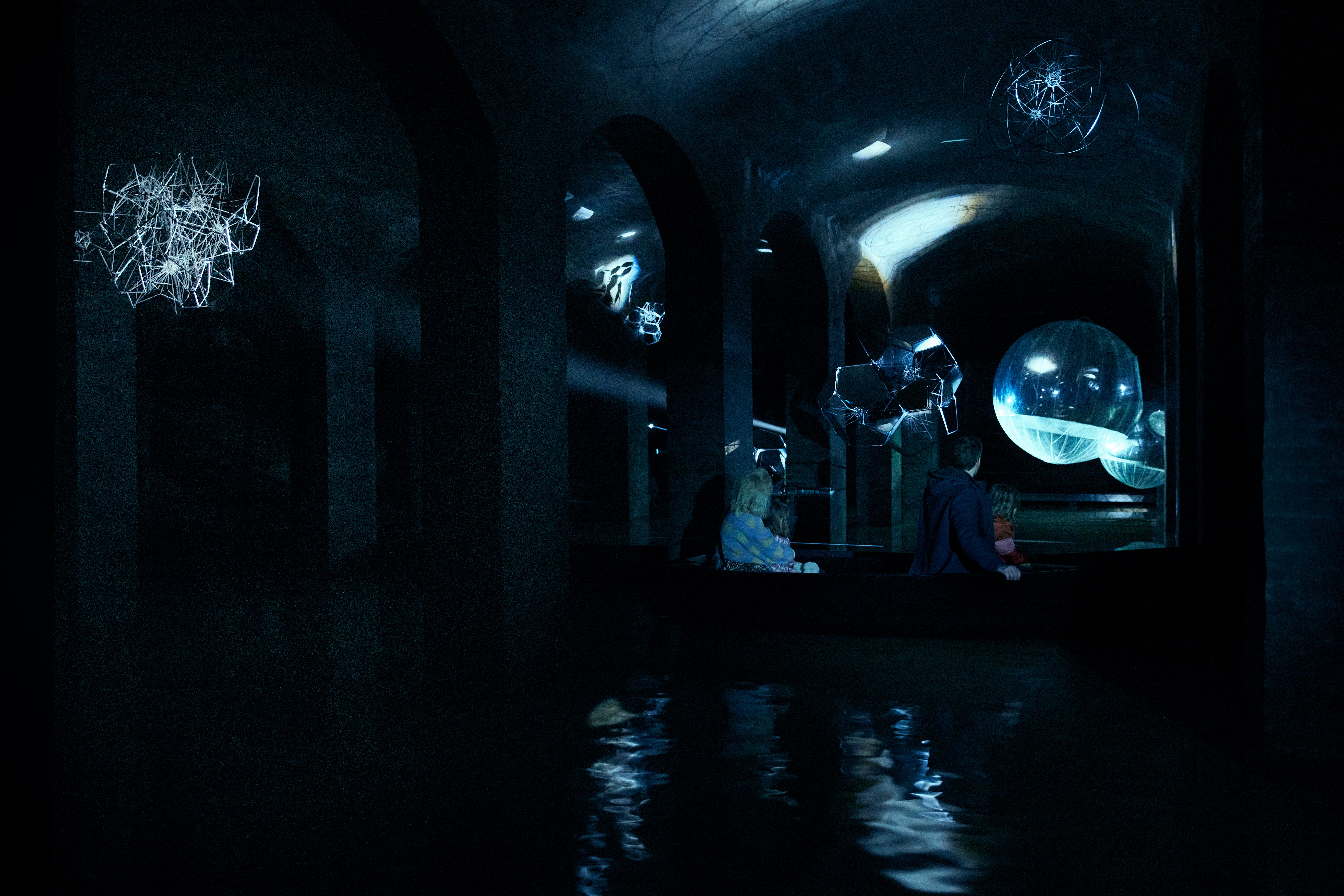
Wystawa „Event Horizon” prezentowana w Cisternerne w 2020 roku
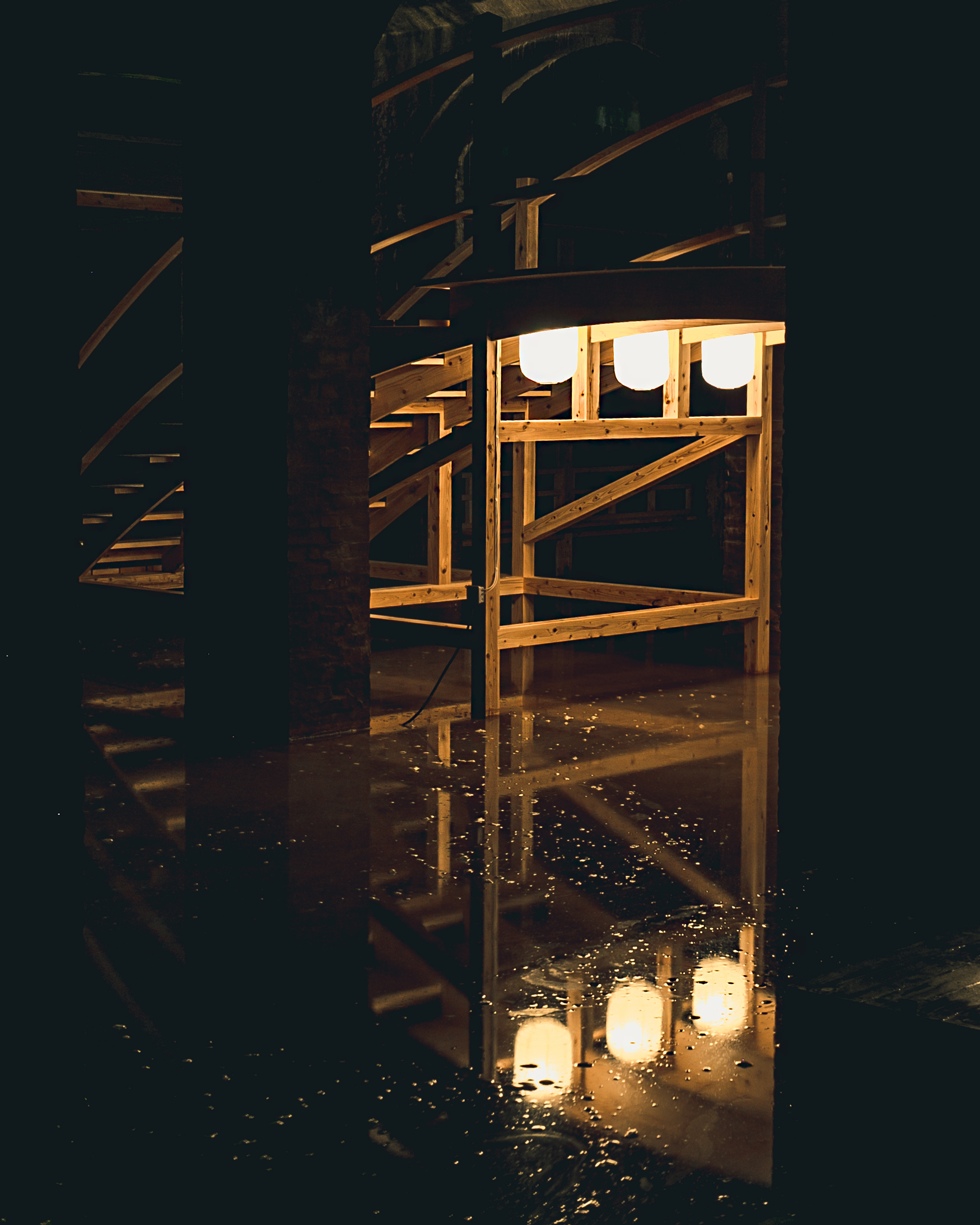
Wystawa „The Water”, 2017 rok
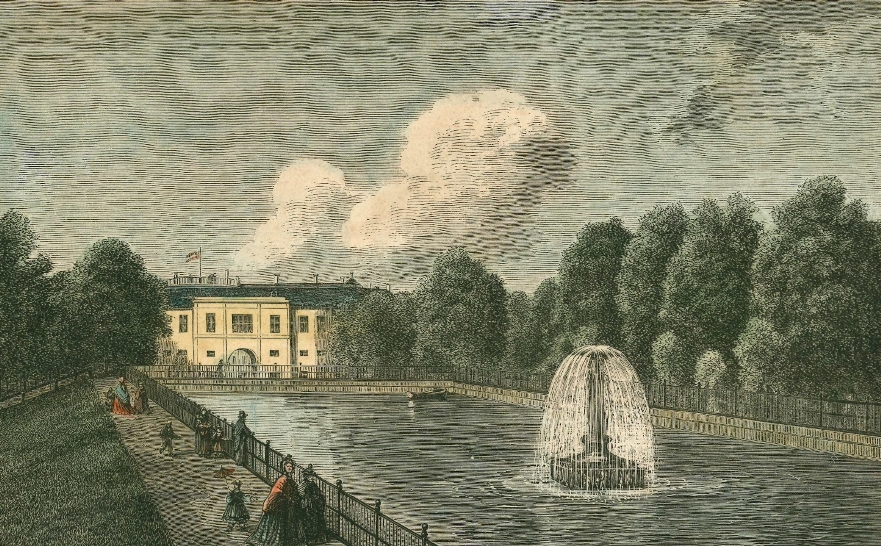
Zbiornik na obrazie Georga Emila Liberta z XIX wieku